# César García
César Manuel García Peralta (ur. 13 marca 1993 w Jarabacoi) – dominikański piłkarz występujący na pozycji obrońcy, obecnie zawodnik portorykańskiego Puerto Rico Islanders.

## Kariera klubowa
García pochodzi z miasta Jarabacoa i jest wychowankiem tamtejszego zespołu piłkarskiego Jarabacoa FC. W Primera División de República Dominicana zadebiutował w wieku 17 lat, w sezonie 2010. W pierwszej drużynie Jarabacoi spędził łącznie dwa lata, po czym odszedł do portorykańskiego klubu Puerto Rico Islanders, występującego na co dzień w drugiej lidze amerykańskiej – North American Soccer League.

## Kariera reprezentacyjna
W seniorskiej reprezentacji Dominikany García czadebiutował 14 października 2010 w wygranym 17:0 spotkaniu z Brytyjskimi Wyspami Dziewiczymi w ramach Pucharu Karaibów. Był podstawowym zawodnikiem kadry narodowej w eliminacjach do Mistrzostw Świata 2014, podczas których wpisał się na listę strzelców 14 listopada 2011 w zremisowanej 1:1 konfrontacji z Kajmanami – było to zarazem jego pierwsze trafienie w reprezentacji. Dominikańczycy nie zdołali się jednak zakwalifikować się na mundial.